# Флавий Фелициан
Флавий Фелициан (на латински: Flavius Felicianus) е политик на Римската империя през 4 век.
Фелициан е християнин. Той става първият комита на Изтока (comes Orientis) през 335 г. През 337 г. Фелициан е консул заедно с Фабий Тициан.